# Série de pièces américaines de 10 dollars des Premières épouses des États-Unis

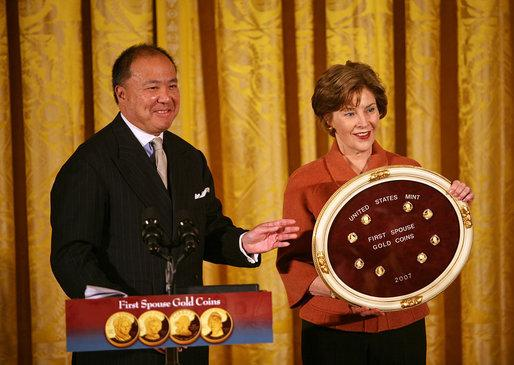
Le directeur United States Mint Edmund C. Moy et la Première dame Laura Bush lors de la présentation de la pièce de Dolley Madison le 19 novembre 2007.

À partir de 2007, la série de pièces de 10 dollars des Premières épouses des États-Unis honore les femmes de chacun des présidents honorés par la série de pièces de 1 dollar des présidents des États-Unis en émettant des pièces d'or à leur image, dans l'ordre où elles ont servi en tant que conjoint. À ce jour, cela a toujours été des femmes souvent appelées « Premières dames », mais la loi utilise le terme « première épouse ».
L'avers de ces pièces présente les portraits des premières épouses, leurs noms, les dates et l'ordre de leur statut en tant que Première dame, ainsi que l'année de frappe avec en légende « In God We Trust » et « Liberty ». La Monnaie des États-Unis a émis ces pièces d'or selon le même calendrier que les pièces présidentielles d'un dollar. Chaque pièce a un dessin inversé unique comportant une image emblématique de la vie et du travail de ce conjoint, ainsi que les mots « The United States of America », « E Pluribus Unum », « $10 », « 1/2 oz. », et « .9999 Fine Gold ».
Lorsqu'un président a servi sans femme, comme l'ont fait quatre présidents, une pièce d'or a été émise portant une image avers emblématique de la Liberté telle que représentée sur une pièce en circulation de cette époque, et portant une image inversée emblématique des thèmes de ce président. Une exception est la pièce représentant la suffragette Alice Paul qui représente l'ère de la présidence de Chester A. Arthur, car Arthur était veuf.
La loi dispose explicitement que les pièces des premières épouses doivent être frappées en même temps que leurs pièces présidentielles respectives d'un dollar. Parce que la loi lie l'admissibilité d'une première épouse au programme à celle du président, cela signifie qu'une d'entre elles vivante peut apparaître sur une pièce de monnaie. Cependant, avec le décès de Nancy Reagan le 6 mars 2016, le cas ne s'est finalement pas présenté.  
Bien que le programme ait pris fin en 2016, il se poursuivra en 2020 pour honorer Barbara Bush.

## Émissions
| Ordre d'émission | Ordre de Première dame | Nom                            | Dessin du revers | Date d'émission    | Frappes (en milliers) | Avers | Revers | Dates en tant que 1ère dame |
| ---------------- | ---------------------- | ------------------------------ | --- | ------------------ | --------------------- | ----- | ------ | --------------------------- |
| 1                | 1                      | Martha Washington              | Martha Washington en train de coudre, avec le slogan « First Lady of the Continental Army »                                                                                                  | 19 juin 2007       | 19,167                |       |        | 1789–1797                   |
| 2                | 2                      | Abigail Adams                  | Abigail Adams écrivant sa lettre « Remember the Ladies » | 19 juin 2007       | 17,149                |       |        | 1797–1801                   |
| 3                | 3                      | La Liberté de Thomas Jefferson | Tombe de Jefferson à Monticello | 30 août 2007       | 19,815                |       |        | 1801–1809                   |
| 4                | 4                      | Dolley Madison                 | Dolley Madison posant devant le portrait Lansdowne de George Washington, qu'elle a sauvé pendant l'incendie de Washington                                                                    | 19 novembre 2007   | 17,943                |       |        | 1809–1817                   |
| 5                | 5                      | Elizabeth Monroe               | Elizabeth Monroe à la réouverture de la Maison-Blanche in 1818 | 28 février 2008    | 7,800                 |       |        | 1817–1825                   |
| 6                | 6                      | Louisa Adams                   | Louisa Adams et son fils Charles voyageant de Saint-Pétersbourg à Paris en 1812 | 29 mai 2008        | 6,581                 |       |        | 1825–1829                   |
| 7                | 7                      | La Liberté de Andrew Jackson   | Jackson à cheval avec son surnom « Old Hickory » | 28 août 2008       | 7,684                 |       |        | 1829–1837                   |
| 8                | 8                      | La Liberté de Martin Van Buren | Van Buren lisant dans l'herbe dans son village natal de Kinderhook | 25 novembre 2008   | 6,807                 |       |        | 1837–1841                   |
| 9                | 9                      | Anna Harrison                  | Anna Harrison faisant la lecture à ses enfants | 5 mars 2009        | 6,251                 |       |        | 1841                        |
| 10               | 10                     | Letitia Tyler                  | Letitia Tyler avec ses enfants à la Cedar Grove Plantation | 2 juillet 2009     | 5,296                 |       |        | 1841–1842                   |
| 10A              | 10A                    | Julia Tyler                    | Julia Tyler et son mari en train de danser | 6 août 2009        | 4,844                 |       |        | 1844–1845                   |
| 11               | 11                     | Sarah Polk                     | Sarah Polk et son mari en train de travailler sur un bureau à la Maison-Blanche | 3 septembre 2009   | 5,151                 |       |        | 1845–1849                   |
| 12               | 12                     | Margaret Taylor                | Margaret Taylor (jeune) soignant un soldat blessé pendant la Première Guerre séminole. | 3 décembre 2009    | 4,936                 |       |        | 1849–1850                   |
| 13               | 13                     | Abigail Fillmore               | Abigail Fillmore range des livres dans la bibliothèque de la Maison-Blanche, qu'elle a créée.                                                                                                | 18 mars 2010       | 6,130                 |       |        | 1850–1853                   |
| 14               | 14                     | Jane Pierce                    | Jane Pierce dans la galerie des visiteurs de l'ancienne salle du Sénat, écoutant un débat.                                                                                                   | 3 juin 2010        | 4,775                 |       |        | 1853–1857                   |
| 15               | 15                     | La Liberté de James Buchanan   | Buchanan travaillant comme comptable dans le magasin familial | 2 septembre 2010   | 7,110                 |       |        | 1857–1861                   |
| 16               | 16                     | Mary Todd Lincoln              | Mme Lincoln donnant des fleurs et un livre aux soldats de l'Union pendant la guerre civile                                                                                                   | 2 décembre 2010    | 6,861                 |       |        | 1861–1865                   |
| 17               | 17                     | Eliza Johnson                  | Trois enfants dansant et un violoniste du Marine Band au bal des enfants qui a eu lieu pour le 60e anniversaire du président Johnson.                                                        | 5 mai 2011         | 3,887                 |       |        | 1865–1869                   |
| 18               | 18                     | Julia Grant                    | Grant et une Julia Dent (jeune) à cheval à White Haven, dans sa maison familiale. | 3 juin 2011        | 3,943                 |       |        | 1869–1877                   |
| 19               | 19                     | Lucy Hayes                     | Lucy Hayes organisant le premier roulement des œufs à la Maison-Blanche en 1877 | 1er septembre 2011 | 3,868                 |       |        | 1877–1881                   |
| 20               | 20                     | Lucretia Garfield              | Lucretia Garfield peignant sur une toile avec pinceau et palette. | 1er décembre 2011  | 3,653                 |       |        | 1881                        |
| 21               | 21                     | Alice Paul                     | Alice Paul marchant pour le droit de vote des femmes | 12 octobre 2012    | 3,505                 |       |        | N/A †                       |
| 22               | 22                     | Frances Cleveland              | Frances Cleveland organisant une réception pour les femmes qui travaillent. | 15 novembre 2012   | 3,158                 |       |        | 1886–1889                   |
| 23               | 23                     | Caroline Harrison              | Orchidées et pinceaux | 6 décembre 2012    | 3,046                 |       |        | 1889–1892                   |
| 24               | 24                     | Frances Cleveland              | Frances Cleveland prononçant un discours | 20 décembre 2012   | 3,104                 |       |        | 1893–1897                   |
| 25               | 25                     | Ida McKinley                   | Ida McKinley crochetant des pantoufles, elle en vend des milliers pour des œuvres de charité.                                                                                                | 14 novembre 2013   | 1,769                 |       |        | 1897–1901                   |
| 26               | 26                     | Edith Roosevelt                | Image de la Maison-Blanche avec un compas et la légende « The White House Restored 1902 » | 21 novembre 2013   | 2,851                 |       |        | 1901–1909                   |
| 27               | 27                     | Helen Taft                     | Fleur de cerisier de Prunus serrulata, apportée à Washington par Helen Taft | 2 décembre 2013    | 2,579                 |       |        | 1909–1913                   |
| 28               | 28                     | Ellen Wilson                   | Commémoration de la création par Ellen Wilson de la roseraie de la Maison-Blanche | 9 décembre 2013    | 2,551                 |       |        | 1913–1914                   |
| 28A              | 28A                    | Edith Wilson                   | Image commémorant le soutien d'Edith Wilson à son mari après son AVC, le président tient une canne avec la main d'Edith reposant chaudement sur le dessus                                    | 16 décembre 2013   | 2,452                 |       |        | 1915–1921                   |
| 29               | 29                     | Florence Harding               | Objets relatifs à la vie de Florence Harding : bulletins de vote, urne, appareil photo, lampe de poche et initiales faisant référence aux anciens combattants de la Première Guerre mondiale | 10 juillet 2014    | 2,288                 |       |        | 1921–1923                   |
| 30               | 30                     | Grace Coolidge                 | « USA » énoncés en langue des signes américaine devant la Maison-Blanche. Car Mme Coolidge a fait la promotion de l'éducation des sourds                                                     | 17 juillet 2014    | 2,196                 |       |        | 1923–1929                   |
| 31               | 31                     | Lou Hoover                     | Radio commémorant l'adresse radio de Lou Hoover le 19 avril 1929, la première pour une Première Dame                                                                                         | 14 août 2014       | 2,025                 |       |        | 1929–1933                   |
| 32               | 32                     | Eleanor Roosevelt              | Une main allumant une bougie, symbolisant le travail de sa vie et l'impact mondial de ses initiatives humanitaires.                                                                          | 4 septembre 2014   | 2,389                 |       |        | 1933–1945                   |
| 33               | 33                     | Bess Truman                    | Une roue sur une voie ferrée, symbolisant le soutien de Mme Truman à son mari lors de sa tournée de 1948                                                                                     | 16 avril 2015      | N/A                   |       |        | 1945–1953                   |
| 34               | 34                     | Mamie Eisenhower               | Main tenant un badge « I Like Mamie » | 7 mai 2015         | N/A                   |       |        | 1953–1961                   |
| 35               | 35                     | Jacqueline Kennedy             | Fleur de magnolia (plantée par Mme Kennedy à côté de la flamme éternelle John F. Kennedy) superposée sur une image du monde.                                                                 | 25 juin 2015       | N/A                   |       |        | 1961–1963                   |
| 36               | 36                     | Lady Bird Johnson              | Jefferson Memorial, Washington Monument et fleurs en référence aux efforts de Mme Johnson dans l'embellissement et la conservation de l'Amérique                                             | 27 août 2015       | N/A                   |       |        | 1963–1969                   |
| 37               | 37                     | Pat Nixon                      | Des personnes se tenant la main dans la main autour d'un globe, symbolisant l'engagement de Mme Nixon envers le bénévolat.                                                                   | 18 février 2016    | N/A                   |       |        | 1969–1974                   |
| 38               | 38                     | Elizabeth Ford                 | Jeune femme montant un escalier, représentant l'ouverture et le plaidoyer de Mme Ford concernant la toxicomanie, le cancer du sein et les droits des femmes.                                 | 25 mars 2016       | N/A                   |       |        | 1974–1977                   |
| 39               | 40                     | Nancy Reagan                   | Mme Reagan avec deux enfants portant des t-shirts « Just Say No » | 1er juillet 2016   | N/A                   |       |        | 1981–1989                   |
| 40               | 41                     | Barbara Bush                   | À venir | 2020               | À venir               |       |        | 1989–1993                   |